# Peter Swinnerton-Dyer

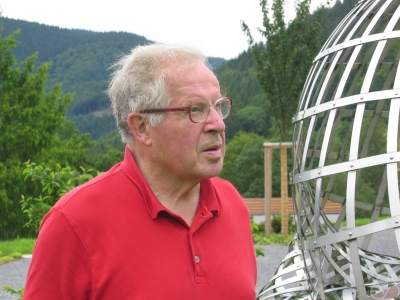
Peter Swinnerton-Dyer am Workshop “Explicit methods in number theory” in Oberwolfach, 2007

Sir Henry Peter Francis Swinnerton-Dyer, 16. Baronet KBE FRS (* 2. August 1927 in Ponteland, Northumberland; † 26. Dezember 2018) war ein englischer Mathematiker, der auf dem Gebiet der Zahlentheorie und algebraischen Geometrie arbeitete.

## Leben und Werk
Swinnerton-Dyer schrieb seine erste Arbeit (zur Zahlentheorie) schon mit 15. Er studierte in Cambridge bei John Edensor Littlewood und befasste sich zunächst mit nichtlinearen Differentialgleichungen (Van-der-Pol-Gleichung), die Littlewood zuvor mit Mary Cartwright untersucht hatte. Er erhielt eine Junior Research Fellowship des Trinity College (was eine in anderen Ländern übliche Promotion überflüssig machte) und ging mit einem Stipendium 1954 nach Chicago, um bei dem Spezialisten für harmonische Analyse Antoni Zygmund zu studieren. Die Bekanntschaft mit André Weil änderte aber seine Forschungsinteressen, und er wandte sich der Zahlentheorie zu. Nach der Rückkehr nach Cambridge 1955 widmete er sich zunächst der dort gerade aktuellen Geometrie der Zahlen, teilweise in Zusammenarbeit mit Eric Barnes und John Cassels. Später war er Dean des Trinity College, 1973–1983 Master des St. Catherine College und von 1979 bis 1981 Vizekanzler der Universität. 1983 bis 1989 war er außerdem in der Bildungspolitik aktiv: er war Chairman der Kommission (UGC bzw. UFC, University Grants Committee), die die Vergabe der staatlichen Forschungsgelder an die Universitäten regelte. Damals kritisierte er die Universität London und setzte sich für die Vergabe nach der Qualität der Forschung ein. Außerdem war er in diversen staatlichen englischen Untersuchungskommissionen aktiv. Er war bis zu seinem Tod als Professor emeritus der Universität aktiv.
Swinnerton-Dyer spezialisierte sich auf Zahlentheorie und ist vor allem für die Vermutung von Birch und Swinnerton-Dyer bekannt, auf die er in den 1960er Jahren mit Bryan Birch bei Computer-Berechnungen der Anzahl der Punkten elliptischer Kurven über endlichen Körpern (modulo einer Primzahl p) gelangte. Die Vermutung macht eine Aussage über das asymptotische Verhalten der Lösungsanzahl für große Primzahlen. Üblicherweise wird die Vermutung als Aussage über das Verhalten der zur elliptischen Kurve gehörigen Zetafunktion Z(s) an der Polstelle s = 1 formuliert. Die Vermutung spielt eine zentrale Rolle in der Zahlentheorie und ist eines der Millennium-Probleme des Clay Mathematics Institutes. Swinnerton-Dyer beschäftigte sich auch mit der Zahlentheorie höher-dimensionaler algebraischer Varietäten (algebraische Flächen), z. B. über die Gültigkeit (für spezielle Flächen) bzw. Obstruktionen zum Hasse-Prinzip (Lokal-Global Prinzip), wo er erste Gegenbeispiele bei kubischen Flächen fand, und über die Dichte und Anzahl rationaler Punkte auf speziellen Flächen.
In den 1970er Jahren beschäftigte er sich unter anderem mit Modulformen (und ihren p-adischen Eigenschaften, Antwerpen-Konferenzen), der Arithmetik von Weil-Kurven (durch Modulformen parametrisierte elliptische Kurven, mit Barry Mazur), dem Beweis der Tate-Shafarevich-Vermutungen für spezielle K3-Flächen (mit Michael Artin). Er setzte auch numerische Arbeiten über elliptische Kurven fort (Tabellen der elliptischen Kurven mit kleinem Führer) und war auch weiterhin in der Theorie der Differentialgleichungen aktiv.
Swinnerton-Dyer war ein sehr versierter Programmierer. Für die Computerberechnungen in den 1960er Jahren in Cambridge auf deren hauseigenem Computer „Titan“ schrieb er das Betriebssystem und schuf eine eigene Programmiersprache „Autocode“.
1967 wurde er als Mitglied („Fellow“) in die Royal Society gewählt, die ihm 2006 die Sylvester-Medaille „für seine grundlegende Arbeit zur arithmetischen Geometrie und seine vielen Beiträge zur Theorie der gewöhnlichen Differentialgleichungen“ verlieh. Seit 1989 war er Mitglied der Academia Europaea.
Er stammte aus einer adligen Familie und erbte 1975 von seinem Vater den 1678 in der Baronetage of England geschaffenen Titel Baronet, of Tottenham in the County of Middlesex. 1987 wurde er als Knight Commander in den Order of the British Empire aufgenommen.
Swinnerton-Dyer war auch ein versierter Schach- und Bridge-Spieler, der das Vereinigte Königreich im Bridge 1953 in der Europameisterschaft vertrat und 1963 mit seinem Team den englischen Gold Cup gewann.
Er war mit der (auf Sumer und Dilmun spezialisierten) Archäologin Harriet Crawford verheiratet.

## Schriften
- mit Bryan J. Birch: Notes on elliptic curves. I. In: Journal für die reine und angewandte Mathematik. Band 212, 1963, S. 7–25.
- mit Bryan J. Birch: Notes on elliptic curves. II. In: Journal für die reine und angewandte Mathematik. Band 218, 1965, S. 79–108, (Birch/Swinnerton-Dyer Vermutung).
- mit Michael Artin: The Shafarevich-Tate conjecture for pencils of elliptic curves on {\displaystyle K}3 surfaces. In: Inventiones Mathematicae. Band 20, 1973, S. 249–266.
- Analytic theory of Abelian varieties (= London Mathematical Society. Lecture Notes Series. 14). Cambridge University Press, Cambridge u. a. 1974, ISBN 0-521-20526-3.
- mit Barry Mazur: Arithmetic of Weil curves. In: Inventiones Mathematicae. Band 25, 1974, S. 1–61.
- mit Bryan J. Birch: The Hasse problem for rational surfaces. In: Journal für die reine und angewandte Mathematik. Band 274/275, 1975, S. 164–174.
- A brief guide to algebraic number theory (= London Mathematical Society Student Texts. 50). Cambridge University Press, Cambridge u. a. 2001, ISBN 0-521-00423-3.

## Belege
1. ↑  Eintrag prabook.com, abgerufen am 1. Januar 2019
2. ↑  Die Sylvester-Medaille der Royal Society (Memento vom 12. November 2007 im Internet Archive) auf royalsoc.ac.uk, Stand: 12. November 2007, im Internet Archive auf archive.org, gesehen am 7. August 2011 (englisch)
3. ↑  
London Gazette (Supplement). Nr. 50764,  HMSO, London, 31. Dezember 1986, S. 7 (Digitalisat, abgerufen am 7. August 2011, englisch).

| Vorgänger               | Titel                           | Nachfolger         |
| ----------------------- | ------------------------------- | ------------------ |
| Leonard Swinnerton-Dyer | Baronet, of Tottenham 1975–2018 | David Dyer-Bennett |

| Personendaten    | Personendaten                                                              |
| ---------------- | -------------------------------------------------------------------------- |
| NAME             | Swinnerton-Dyer, Peter                                                     |
| ALTERNATIVNAMEN  | Swinnerton-Dyer, Sir Henry Peter Francis, 16. Baronet (vollständiger Name) |
| KURZBESCHREIBUNG | englischer Mathematiker                                                    |
| GEBURTSDATUM     | 2. August 1927                                                             |
| GEBURTSORT       | Ponteland, Northumberland                                                  |
| STERBEDATUM      | 26. Dezember 2018                                                          |